# フィリップ・トレーシー

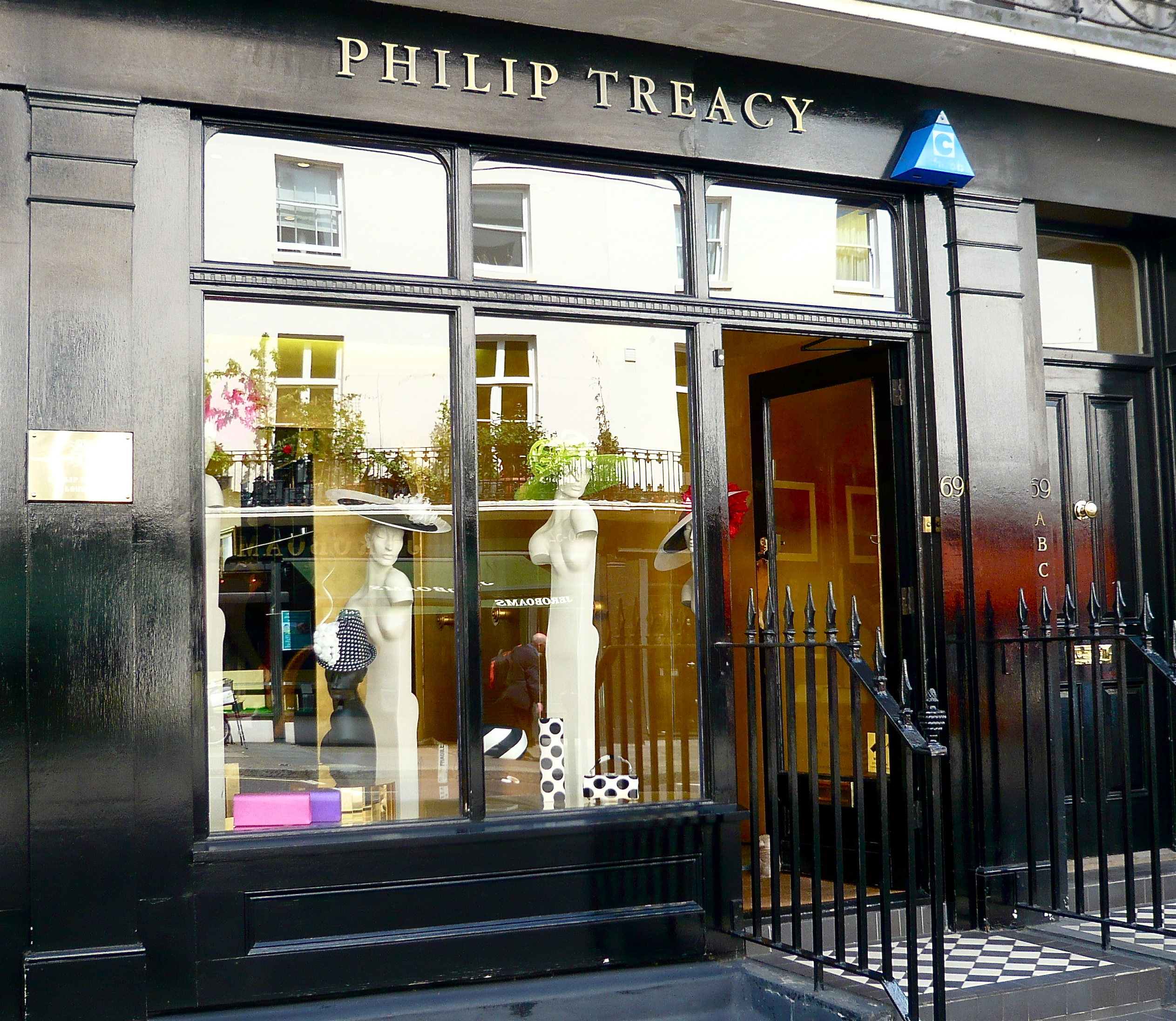
フィリップ・トレーシー

フィリップ・トレーシー（Philip Treacy、1967年3月26日 - ）はアイルランド・ゴールウェイ県出身のファッションデザイナー。
帽子のデザイナーとして特に有名で、ヴァレンティノやアレキサンダー・マックイーンのショーで使用されたこともある。2004年にはパリ・コレで自分のショーも行った。
帽子以外にバッグも作っている。
自身がゲイであることを公言している。

## 大衆文化の中で
2010年、 アイルランド郵政事業が発行した、国際的に有名な当代のアイルランド人ファッションデザイナー6人の作品を描いた切手のセットに、トレーシーも取り上げられた。このセットには、ケネディのほかに、ポール・コステロー、ルイーズ・ケネディ、レイニー・キヨー、ジョン・ロシャ、オーラ・カイリーが取り上げられていた。